# قائمة نهائيات كأس الكونكاكاف الذهبية
كأس الكونكاكاف الذهبية (بالإسبانية: Copa de Oro de la CONCACAF)‏ هي بطولة كرة قدم للمنتخبات الوطنية للرجال في أمريكا الشمالية وأمريكا الوسطى ومنطقة البحر الكاريبي، ويديرها الكونكاكاف. تقام البطولة كل عامين وتستخدم لتحديد البطل القاري. في السابق كان الفائز بالمسابقة يتأهل أيضًا إلى كأس القارات التي توقفت حاليا.
تأسست بطولة الكأس الذهبية في عام 1991 بعد إلغاء بطولة الكونكاكاف (استمر من عام 1963 إلى 1989) وتم استضافتها بشكل أساسي في الولايات المتحدة. تضم البطولات المختلفة ما بين ثمانية إلى ستة عشر منتخب، بما في ذلك الفرق المدعوة من خارج الاتحاد. تبدأ كل نسخة بمرحلة المجموعات ذهاب وإياب وتبلغ ذروتها في مرحلة خروج المغلوب بإقصاء فردي.  المكسيك هي الفريق الأكثر تحقيقا للالقاب في تاريخ البطولة، حيث فازت تسع مرات، تليها الولايات المتحدة بسبعة ألقاب وكندا بلقب واحد. 

## قائمة النهائيات
| aet      | انتهت المباراة بالفوز بعد الوقت الإضافي                      |
| (ب.و.إ.) | تم الفوز بالمباراة بعد الهدف الذهبي المفاجئ في الوقت الإضافي |
| ص        | المباراة انتهت بركلات الترجيح                                |

| #  |       |                  | المباراة النهائية | المباراة النهائية     | المباراة النهائية |                            |              |         |
|    | السنة | المستضيف         | البطل             | النتيجة               | الوصيف            | الملعب                     | المدينة      | الحضور  |
| -- | ----- | ---------------- | ----------------- | --------------------- | ----------------- | -------------------------- | ------------ | ------- |
| 1  | 1991  | الولايات المتحدة | الولايات المتحدة  | 0–0 (ب.و.إ.) (4–3 ج.) | هندوراس           | ملعب لوس أنجلوس التذكاري   | لوس أنجلوس   | 39,873  |
| 2  | 1993  | المكسيك          | المكسيك           | 4–0                   | الولايات المتحدة  | ملعب أزتيكا                | مدينة مكسيكو | 130,800 |
| 3  | 1996  | الولايات المتحدة | المكسيك           | 2–0                   | البرازيل          | ملعب لوس أنجلوس التذكاري   | لوس أنجلوس   | 88,155  |
| 4  | 1998  | الولايات المتحدة | المكسيك           | 1–0                   | الولايات المتحدة  | ملعب لوس أنجلوس التذكاري   | لوس أنجلوس   | 91,255  |
| 5  | 2000  | الولايات المتحدة | كندا              | 2–0                   | كولومبيا          | ملعب لوس أنجلوس التذكاري   | لوس أنجلوس   | 6,197   |
| 6  | 2002  | الولايات المتحدة | الولايات المتحدة  | 2–0                   | كوستاريكا         | ملعب روز بول               | باسادينا     | 14,432  |
| 7  | 2003  | المكسيك          | المكسيك           | 1–0 (ب.و.إ.)          | البرازيل          | ملعب أزتيكا                | مدينة مكسيكو | 80,000  |
| 8  | 2005  | الولايات المتحدة | الولايات المتحدة  | 0–0 (ب.و.إ.) (3–1 ج.) | بنما              | ملعب جاينتس                | شرق راذرفورد | 31,018  |
| 9  | 2007  | الولايات المتحدة | الولايات المتحدة  | 2–1                   | المكسيك           | سولجر فيلد                 | شيكاغو       | 60,000  |
| 10 | 2009  | الولايات المتحدة | المكسيك           | 5–0                   | الولايات المتحدة  | ملعب جاينتس                | شرق راذرفورد | 79,156  |
| 11 | 2011  | الولايات المتحدة | المكسيك           | 4–2                   | الولايات المتحدة  | ملعب روز بول               | باسادينا     | 93,420  |
| 12 | 2013  | الولايات المتحدة | الولايات المتحدة  | 1–0                   | بنما              | سولجر فيلد                 | شيكاغو       | 57,920  |
| 13 | 2015  | الولايات المتحدة | المكسيك           | 3–1                   | جامايكا           | ملعب لينكون فاينانشال فيلد | فيلادلفيا    | 68,930  |
| 14 | 2017  | الولايات المتحدة | الولايات المتحدة  | 2–1                   | جامايكا           | ملعب ليفاي                 | سانتا كلارا  | 63,032  |
| 15 | 2019  | الولايات المتحدة | المكسيك           | 1–0                   | الولايات المتحدة  | سولجر فيلد                 | شيكاغو       | 62,493  |
| 16 | 2021  | الولايات المتحدة | الولايات المتحدة  | 1–0 (ب.و.إ.)          | المكسيك           | ملعب أليجانت               | بارادايس     | 61,114  |
| 17 | 2023  | الولايات المتحدة | المكسيك           | 1–0                   | بنما              | ملعب صوفي                  | إنغليووود    | 72,963  |

## السجل
| الفريق           | الفائزون | الوصيف | مجموع النهائيات | البطولة                                              | الوصافة                      |
| ---------------- | -------- | ------ | --------------- | ---------------------------------------------------- | ---------------------------- |
| المكسيك          | 9        | 2      | 11              | 1993، 1996، 1998، 2003، 2009، 2011، 2015، 2019، 2023 | 2007، 2021                   |
| الولايات المتحدة | 7        | 5      | 12              | 1991، 2002، 2005، 2007، 2013، 2017، 2021             | 1993، 1998، 2009، 2011، 2019 |
| كندا             | 1        | 0      | 1               | 2000                                                 | —                            |
| بنما             | 0        | 3      | 3               | —                                                    | 2005، 2013، 2023             |
| البرازيل         | 0        | 2      | 2               | —                                                    | 1996، 2003                   |
| جامايكا          | 0        | 2      | 2               | —                                                    | 2015، 2017                   |
| كولومبيا         | 0        | 1      | 1               | —                                                    | 2000                         |
| كوستاريكا        | 0        | 1      | 1               | —                                                    | 2002                         |
| هندوراس          | 0        | 1      | 1               | —                                                    | 1991                         |

| الكونفدرالية | ظهور | الفائزون | الوصيف |
| ------------ | ---- | -------- | ------ |
| الكونكاكاف   | 31   | 17       | 14     |
| الكونميبول   | 3    | 0        | 3      |

## أنظر أيضا
- قائمة نهائيات كأس العالم
- قائمة نهائيات بطولة أمم أوروبا
- قائمة نهائيات كوبا أمريكا
- قائمة نهائيات كأس آسيا
- قائمة نهائيات كأس الأمم الإفريقية